# Sorangium cellulosum
Sorangium cellulosum ist eine Spezies (Art) bodenbewohnender gramnegativer Myxobakterien. Die Zellen von S. cellulosum zeigen eine gleitende Motilität (Beweglichkeit). Aufgrund dieser Motilität können sich die Zellen unter Stressbedingungen zu Fruchtkörpern zusammenschließen und in Myxosporen differenzieren, so wie es auch bei anderen Myxobakterien beobachtet wird. Dieser Umstand erschwert die Isolierung von Reinkulturen und Koloniezählungen auf Agarmedium, da sich die Bakterien ausbreiten und die Kolonien zusammenwachsen. S. cellulosum hat als Kosmopolit weltweit Verbreitung. Die bisher untersuchten Stämme haben ein ungewöhnlich großes Genom von über 12 Mbp (Megabasenpaaren).

## Ökologie
S. cellulosum kommt in Böden, Tierkot und Baumrinde vor. Es handelt sich um einen Saprophyten, der sich aerob von Zellulose ernährt. Es ist ein Produzent von Fungiziden und Bakterizid, die die Konkurrenz im Boden reduzieren. In Laborproben wächst S. cellulosum auf Agarmedium. Durch Quorum-Sensing kann S. cellulosum in Gemeinschaften wachsen, die groß genug sind, um Zellulose effektiv zu verstoffwechseln.

## Sekundärmetaboliten
S. cellulosum produziert 50 % aller bekannten Metaboliten von Myxobakterien. Darunter befinden sich Verbindungen, die antimykotisch und/oder antibakteriell wirken, sogar gegen Bakterien, die gegen bekannte Antibiotika resistent sind; manche können sogar Säugetierzellen abtöten. Diese große Zahl an Stoffwechselprodukten gab Anlass zur intensiven Erforschung ihres umfangreichen Genoms, um mögliche industrielle und medizinische Anwendungen zu finden. Einige dieser sekundären Verbindungen sind:
- Ambruticin[12] und Jerangolid A[13] – Antimykotika.
- Chivosazol[14][15] – eine Verbindung, die das Aktinskelett eukaryontischer Zellen zerstört. Es ist sowohl gegen Pilz- als auch gegen Säugetierzellen wirksam.[16]
- Epothilone – Verbindungen, die auf die Funktion der Mikrotubuli abzielen und zur Apoptose führen. Einige Derivate werden zur Behandlung menschlicher Krebserkrankungen eingesetzt.[17]
- Myxochelin A[18] – Antibakterielles Mittel, das Eisen in der Umgebung einlagert (sequestriert).[19]
- Soraphen A – ein hochwirksamer Wirkstoff gegen pflanzenpathogene Pilze. Es wurde ausgiebig für den Einsatz in der Landwirtschaft erforscht, bis man entdeckte, dass es teratogen ist.[9]
- Chlorotonil A - Verbindung, mit exzellenter Wirkung gegen Gram-positive Bakterien und Parasiten (Plasmodium falciparum).[20][21][22]

Kultivierung in industriellem Maßstab und genetische Manipulation von S. cellulosum sind schwierig. Es hat sich gezeigt, dass Plasmide in den Zellen von S. cellulosum gewöhnlich nicht funktionieren. Um dieses Problem zu umgehen, könnte man beispielsweise reproduzierbare genetische Veränderungen direkt in dem einzelnen zirkulären Bakterienchromosom vornehmen. Jedoch wurde 2003 mit pKOS183-3 auch ein Plasmid für einen Stamm von S. cellulosum entwickelt.

## Klinische Anwendung
Die von S. cellulosum abgesonderten Epothilone haben sich in der Chemotherapie als wirksam erwiesen. Dies führte zur Entwicklung weiterer Substanzen, die diese Wirkung imitieren (Analoga). Ein solches Analogon ist Ixabepilon, ein von der US Food and Drug Administration (FDA) zugelassenes Chemotherapeutikum für die Behandlung von metastasierendem Brustkrebs.

## Systematik
Synonyme nach National Center for Biotechnology Information (NCBI):
- "Sorangium compositum" Krzemieniewska & Krzemieniewski 1937 bzw. Jahn 1924
- "Sorangium nigrescens" Krzemieniewska & Krzemieniewski 1937
- "Sorangium nigrum" Krzemieniewska & Krzemieniewski 1937
- Polyangium cellulosum (ex Imshenetski & Solntseva 1936) Brockman 1989[1]
- "Polyangium compositum" Thaxter 1904

Stämme nach NCBI und BacDive (Auswahl):
- S. cellulosum So ce1871 alias DSM 14627 (Referenzstamm) – isoliert aus Böden mit verrottendem Pflanzenmaterial, Rhodos.
- S. cellulosum So ce56 alias DSM 53796
- S. cellulosum So ce122 alias DSM 53222
- S. cellulosum So ce17 alias DSM 53178
- S. cellulosum So ce157 alias DSM 53242 – von der Insel Spinalonga bei Kreta
- S. cellulosum So0157-2 – aus Erde am Ufer eines alkalischen Sees (pH 9,0) in Yunnan, China. Ein Alkali-adaptiver Epothilon-Produzent, der in einem breiten pH-Bereich wächst; Genomlänge fast 14,8 Mbp.[24]

## Weiterführende Literatur
- Yunsheng Gao, Joy Birkelbach, Chengzhang Fu, Jennifer Herrmann, Herbert Irschik, Bernd Morgenstern, Kerstin Hirschfelder, Ruijuan Li, Youming Zhang, Rolf Jansen, Rolf Müller: The Disorazole Z Family of Highly Potent Anticancer Natural Products from Sorangium cellulosum: Structure, Bioactivity, Biosynthesis, and Heterologous Expression. In: ASM Journals: Microbiology Spectrum, Band 11, Nr. 4, 15. Juni 2023; doi:10.1128/spectrum.00730-23 (englisch). Dazu:
  - Jana Dünnhaupt (Foto), DGKL et al.: Sensation: Totalsynthese von Disorazol Z1 gelungen. Synthese von Disorazol  an der Otto-von-Guericke-Universität Magdeburg. Auf: medlab portal, 1. April 2025.
  - Wissenschaftliche Sensation: Chemikern gelingt Durchbruch im Kampf gegen Krebs. Auf: n-tv.de vom 2. April 2025.